# 肖建国 (民法学家)
肖建国（1969年10月—），男，河南光山人，中国民法学家，中国人民大学民法学教授，博士生导师。研究领域为民事诉讼法、证据法、仲裁法、强制执行法和司法制度。2014年获第七届“全国十大杰出青年法学家”。

## 生平
1992年毕业于河南大学经济学专业，1995年、1998年先后取得中国人民大学民事诉讼法专业硕士和博士学位，导师为江伟。曾任北京科技大学法律系副教授，后进入中国人民大学法学院任教。

## 社会兼职
- 国际商事争端预防与解决研究院执行院长
- 中国人民大学纠纷解决研究中心主任
- 中国民事诉讼法研究会副会长
- 中国仲裁法学研究会常务理事
- 中国行为法学会理事、执行行为研究会副会长
- 复旦大学司法研究中心研究员
- 华东政法大学兼职教授
- 国家检察官学院兼职教授
- 甘肃政法学院客座教授
- 最高人民法院环境资源司法研究中心研究员
- 中国法学会食品安全法治研究中心研究员